# Duración de derechos de autor por país

Mapa mundial de la duración de los derechos de autor

El derecho de autor es el derecho a copiar y publicar una obra determinada. Los términos "copiar" y "publicar" son bastante amplios. Incluyen la copia en formato electrónico, la realización de versiones traducidas, la creación de un programa de televisión basado en la obra y la puesta en Internet de la obra. Una obra está protegida por derechos de autor si es una obra literaria o artística. Esta expresión general abarca casi todos los productos del esfuerzo creativo y original. Los derechos de autor protegen únicamente la expresión específica de una idea, no la idea en sí. Una colección de hechos puede estar sujeta a derechos de autor si hubo actividad creativa involucrada en su compilación. Varios países ofrecen protección separada para colecciones de hechos que califican como "bases de datos", pero esa disposición no se considera derecho de autor. La protección de los derechos de autor es automática desde el momento de la creación de la obra. En algunos países, el registro en una oficina de derechos de autor tiene beneficios adicionales, como la posibilidad de presentar demandas o recibir más dinero por daños y perjuicios. Cuando finaliza el plazo de protección de los derechos de autor de una obra, ésta pasa al dominio público.

## Convenio de Berna

Estados firmantes del Convenio de Berna

El Convenio de Berna, Convención de Berna o Berne Convention estipula que la duración del plazo de protección del derecho de autor es la vida del autor más al menos 50 años después de su muerte. Para algunas categorías de obras, la duración mínima es más corta: por ejemplo, el plazo mínimo para las artes aplicadas es de 25 años, las películas tienen un plazo mínimo de 50 años. La mayoría de los países han optado por un período de protección más largo, según lo permitido.
Según la Convención, la duración del derecho de autor depende de la duración de la vida del autor. Berna especifica que el derecho de autor existe un mínimo de 50 años después de la muerte del autor, mientras que varios países, incluida la Unión Europea y los Estados Unidos, han extendido ese plazo a 70 años después de la muerte del autor. Un pequeño número de países han ampliado aún más los derechos de autor; México tiene el plazo más largo: 100 años después de la muerte del autor.

### Estados Unidos
En 1989 entró en rigor en Estados Unidos el Convenio de Berna. Desde esa fecha, los autores estadounidenses obtienen automáticamente los derechos de autor sobre sus obras, y ya no es necesario registrarlas. Sin embargo, muchos textos estadounidenses sobre derechos de autor no se han actualizado y todavía reflejan el antiguo principio de registro.
El registro de derechos de autor sigue disponible en EE. UU. Para iniciar una demanda contra un infractor, todavía es necesario el registro. El registro ofrece la posibilidad de recibir daños legales por parte del infractor, en lugar de solo daños reales.

### Unión Europea
Todos los países de la Unión Europea son estados signatarios del Convenio de Berna. Además, los derechos de autor en la Unión Europea están regulados mediante directivas europeas.
Los estados miembros de la Unión Europea mediante una directiva, han aumentado la terminología de "vida del autor" a más 70 años luego de su muerte. Aunque esta no era la intención original, la extensión se aplicó retroactivamente; esto tuvo un efecto sobre las obras que habían terminado en el dominio público, dado que el autor había muerto hace ya 50 años, las obras recibieron veinte años adicionales de protección.
Los países europeos siguen el principio que, la protección de los derechos de autor se concede automáticamente al crear la obra. Este principio se estableció por primera vez en el Convenio de Berna (1886), y el artículo 5 del Convenio prohíbe expresamente a cualquier país miembro exigir una acción formal para la protección del derecho de autor.    

## Duración de los derechos de autor por país
Se enumeran los países y los respectivos términos de derechos de autor, con la duración del derecho de autor estándar en años. Se incluyen entradas de entidades que no son países, tales como: la Unión Europea, el Convenio de Berna y la Convención Universal sobre Derecho de Autor, que establecen condiciones mínimas para sus estados miembros o signatarios. El Acuerdo sobre los Aspectos de los Derechos de Propiedad Intelectual relacionados con el Comercio (ADPIC / TRIPS), aunque no está incluido, exige una duración del derecho de autor de al menos 50 años después de la muerte.

### Leyenda
- 0, no tiene derechos de autor = No tiene derechos de autor en absoluto
- Vida + xx años = Derechos de autor durante la vida del autor más xx años después de su muerte
- xx años después de la publicación, creación, etc. = protegido por derechos de autor durante xx años desde la publicación, creación, etc., de las obras
- Hasta fin de año = Con derechos de autor hasta el final de un año calendario, es decir, el 31 de diciembre, a menos que se especifique lo contrario
- Berna = El país ha firmado el Convenio de Berna, véase Berna en la columna "Países, ..."
- ADPIC / TRIPS = El Acuerdo sobre los Aspectos de los Derechos de Propiedad Intelectual relacionados con el Comercio (ADPIC) es un acuerdo internacional administrado por la Organización Mundial del Comercio (OMC / WTO) que establece estándares mínimos para muchas formas de regulación de la propiedad intelectual (PI / IP) aplicadas a los nacionales de otros miembros de la OMC / WTO. Esto también indica que este país tiene al menos un mínimo de 50 años desde la muerte del creador hasta que los derechos de autor expiren.
- WCT or OMPI / WIPO = Tratado de la Organización Mundial de la Propiedad Intelectual sobre Derecho de Autor, (Tratado de la OMPI / WIPO sobre Derecho de Autor o WCT), es un tratado internacional sobre derecho de autor adoptado por los estados miembros de la Organización Mundial de la Propiedad Intelectual (OMPI) en 1996.

### Tablas
Ver el listado base en Wikipedia en inglés:
- List of copyright duration by country: Table

Ver listados en español:
- Wikisource contiene Un listado de la Duración de derechos de autor por país.
- Wikisource contiene Categoría Sobre p.m.a. "Post mortem auctoris" de los Derechos de autor según los años de muerte del autor.